# René Simões
Pour les articles homonymes, voir Simões (homonymie).
Renê Simões est un entraîneur de football brésilien né le 17 décembre 1952 à Rio de Janeiro.
Il était le sélectionneur de la Jamaïque lors de la Coupe du monde 1998.